# Ar Log
Ar Log ist eine walisische Musik− und Folkgruppe, die dem Publikum in ihren Liedern walisische Volks- und Tanzmusik nahebringt. Aus diesem Grund sind auch ihre Liedtexte in walisischer Sprache verfasst.

## Bandgeschichte
Die Band wurde 1976 von Iolo Jones (Geige), Dave Burns (Gesang, Gitarre), Dafydd Roberts und seinem Bruder Gwyndaf (Harfe, Flöte), gegründet, nachdem diese vom walisischen Committee of the Festival Interceltique des Cornemuses die Einladung erhalten hatten, Wales beim Festival Interceltique in Lorient zu repräsentieren und zusammen traditionelle walisische Musik zu spielen. Als sie dort erschienen waren, wurden sie vom Festivalkomitee gebeten, sich einen Gruppennamen auszudenken. Das Quartett wählte Ar log, das übersetzt „zu mieten“ bedeutet. Das Ziel von Ar Log ist es, walisische Volks- und Tanzmusik einem breiteren Publikum näherzubringen, weshalb die Gruppe eine Vielzahl von traditionellen Instrumenten wie die Walisische Tripelharfe benutzt.
Das Debütalbum war namengebend und wurde gut angenommen, führte jedoch 1980 zum Ausscheiden von Dave Burns und Iolo Jones. Geraint Glynne Davies (Gitarre) und Graham Pritchard (Geige, Mandoline) kamen stattdessen neu hinzu. Davies übernahm Burns Gesangsrolle, stark beeinflusst durch Freddie Mercury (Queen). Zwei Alben, Ar Log II und Ar Log III, wurden von diesem Quartett eingespielt, bevor sich die Band durch den Zugang von Stephen Rees (Akkordeon, Geige und Keyboards) erweiterte.
In den Jahren 1982 und 1983 ging die Band mit dem bekannten traditionellen Künstler und Politiker Dafydd Iwan auf zwei Tourneen. Auf diesen Tourneen entstanden zwei weitere Alben, Rhwng Hwyl A Thaith und Yma O Hyd. 1983 veröffentlichten sie das Instrumentalalbum Meillionen (Kleeblatt).
Im folgenden Jahr wurde das Album Pedwar aufgenommen, noch in der Besetzung mit Graham Pritchard, der die Band jedoch verließ und durch das zurückkehrende, ehemalige Bandmitglied Iolo Jones ersetzt wurde. In der Zusammensetzung entstand dann das Album Ar Log V.
In den 90er-Jahren trat die Band nur noch gelegentlich auf, da alle Bandmitglieder ihren Berufen nachgingen.
1996 feierten Ar Log ihren 20. Geburtstag und nahmen aus diesem Anlass das Studioalbum Ar Log VI auf. Im Jahr 2007 folgte dann noch einmal eine Best-of-Aufnahme, Goreuon: The Best of Ar Log.
2016 feierte die Band ihr 40-jähriges Bestehen.

## Diskografie

### Studioalben
- 1978: Ar Log
- 1980: Ar Log II
- 1981: Ar Log III
- 1982/83: Rhwng Hwyl a Thaith und Yma o Hyd (mit Dafydd Iwan)
- 1983: Meillionen
- 1984: Pedwar ( Ar Log IV )
- 1988: Ar Log V
- 1996: Ar Log VI
- 2007: The Best of Ar Log

### Singles und EPs
- 1980: The Carmarthen Oak
- 1982: Cerddwn Ymlaen (mit Dafydd Iwan)